# Conseil national des langues et de la culture marocaine
Le Conseil national des langues et de la culture marocaine a été créé par la constitution marocaine de 2011. Il est « chargé notamment de la protection et du développement des langues arabe et amazighe et des diverses expressions culturelles marocaines »
Il regroupe l'ensemble des institutions concernées par ces domaines.